# NGC 6031
NGC 6031是在星座矩尺座中的一個疏散星團。它的川普勒分類法為II 2p，年齡約為(250 ± 100) × 106 years。這個星團中的鐵豐度與太陽中的豐度相匹配，表明該星團的金屬量本質上是太陽的。